# Championnat de Chypre de football 1986-1987
Navigation
Saison précédente Saison suivante
La saison 1986-1987 du Championnat de Chypre de football était la 49e édition officielle du championnat de première division à Chypre. Les seize meilleurs clubs du pays se retrouvent au sein d'une poule unique, la Cypriot First Division, où ils s'affrontent 2 fois, à domicile et à l'extérieur. En fin de saison, les 2 derniers du classement sont relégués et remplacés par les 2 meilleurs clubs de D2.
L'Omonia Nicosie continue sa moisson de titre en remportant à nouveau la compétition, 5 points devant le tenant, l'APOEL Nicosie et 9 points devant l'EPA Larnaca. Il s'agit du 15e titre de champion de Chypre de l'histoire de l'Omonia, le 13e en 15 saisons.

## Clubs participants
| - AEL Limassol - APOP Paphos - EPA Larnaca - Nea Salamina Famagouste - Omonia Nicosie - APOEL Nicosie - Olympiakos Nicosie - Omonia Aradippou - Promu de D2 | - Pezoporikos Larnaca - Anorthosis Famagouste - Aris Limassol - Apollon Limassol - EN Paralimni - Alki Larnaca - Ermis Aradippou - Ethnikos Achna - Promu de D2 |

## Compétition

### Classement
Le barème utilisé pour établir le classement est le suivant :
- Victoire : 2 points
- Match nul : 1 point
- Défaite : 0 point

| Rang | Équipe                | Pts | J  | G  | N  | P  | Bp | Bc  | Diff |
| ---- | --------------------- | --- | -- | -- | -- | -- | -- | --- | ---- |
| 1    | Omonia Nicosie        | 52  | 30 | 26 | 0  | 4  | 86 | 28  | +58  |
| 2    | APOEL Nicosie T       | 47  | 30 | 19 | 9  | 2  | 58 | 11  | +47  |
| 3    | EPA Larnaca           | 43  | 30 | 18 | 7  | 5  | 45 | 20  | +25  |
| 4    | AEL Limassol C        | 36  | 30 | 14 | 8  | 8  | 62 | 34  | +28  |
| 5    | Aris Limassol         | 35  | 30 | 12 | 11 | 7  | 53 | 35  | +18  |
| 6    | Apollon Limassol      | 34  | 30 | 13 | 8  | 9  | 52 | 34  | +18  |
| 7    | Olympiakos Nicosie    | 34  | 30 | 12 | 10 | 8  | 47 | 46  | +1   |
| 8    | Anorthosis Famagouste | 33  | 30 | 9  | 15 | 6  | 35 | 30  | +5   |
| 9    | APOP Paphos           | 27  | 30 | 8  | 11 | 11 | 39 | 44  | -5   |
| 10   | EN Paralimni          | 26  | 30 | 9  | 8  | 13 | 34 | 53  | -19  |
| 11   | Pezoporikos Larnaca   | 24  | 30 | 4  | 16 | 10 | 25 | 28  | -3   |
| 12   | Alki Larnaca          | 24  | 30 | 5  | 14 | 11 | 30 | 39  | -9   |
| 13   | Nea Salamina          | 24  | 30 | 7  | 10 | 13 | 45 | 54  | -9   |
| 14   | Ethnikos Achna P      | 22  | 30 | 5  | 12 | 13 | 27 | 50  | -23  |
| 15   | Omonia Aradippou P    | 13  | 30 | 2  | 9  | 19 | 21 | 64  | -43  |
| 16   | Ermis Aradippou       | 6   | 30 | 1  | 4  | 25 | 19 | 108 | -89  |

|  | Qualification pour la Coupe des clubs champions 1987-1988                              |
|  | Qualification pour la Coupe des Coupes 1987-1988                                       |
|  | Qualification pour la Coupe UEFA 1987-1988                                             |
|  | Relégation directe en deuxième division                                                |
|  | T : Tenant du titre C : Vainqueur de la Coupe de Chypre P : Promu de deuxième division |

## Bilan de la saison
| Championnat de Chypre de football 1986-1987 |                                    |
| Champion                                    | Omonia Nicosie (15e titre)         |
| Coupes et trophées                          |                                    |
| Vainqueur de la Coupe de Chypre 1986-1987   | AEL Limassol                       |
| Qualifications continentales                |                                    |
| Coupe des clubs champions 1987-1988         | Omonia Nicosie                     |
| Coupe des Coupes 1987-1988                  | AEL Limassol                       |
| Coupe UEFA 1987-1988                        | EPA Larnaca                        |
| Promotions et relégations                   |                                    |
| Promus en Cypriot First Division            | Anagennisis Dherynia APEP Pitsilia |
| Relégués en Cypriot Second Division         | Ermis Aradippou Omonia Aradippou   |